# Estratificación socioeconómica en Colombia
La estratificación socioeconómica en Colombia se refiere a la clasificación de los inmuebles residenciales que deben recibir servicios públicos. Se realiza principalmente para cobrar de manera diferencial (por estratos) los servicios públicos domiciliarios permitiendo asignar subsidios y cobrar contribuciones. De esta manera, quienes tienen más capacidad económica pagan más por los servicios públicos y contribuyen para que los estratos bajos puedan pagar sus tarifas.[cita requerida] Aunque para la estratificación socioeconómica no se toman en cuenta los ingresos por persona y las normas relativas a la estratificación ordenan que se deben estratificar los inmuebles residenciales y no los hogares.
En la medida en que identifica geográficamente sectores con distintas características socioeconómicas permite también: orientar la planeación de la inversión pública; realizar programas sociales como expansión y mejoramiento de infraestructura de servicios públicos y vías, salud y saneamiento, y servicios educativos y recreativos en las zonas que más lo requieran; cobrar tarifas de impuesto predial diferentes por estrato y orientar el ordenamiento territorial.[cita requerida]
Estratificar con base en las características de las viviendas y su entorno urbano o rural es una opción metodológica fundamentada en que el significante vivienda-entorno expresa un modo socioeconómico de vida demostrable tomando en cuenta las excepciones que lo confirman.
Cada alcalde debe realizar la estratificación de los inmuebles residenciales de su municipio o distrito.

## Estratos socioeconómicos en Colombia
Los estratos socioeconómicos en los que se pueden clasificar las viviendas y/o los
predios son 6, denominados así: 
1. Estrato 1: Bajo-Bajo
  - Los inmuebles clasificados en esta categoría suelen tener carencias importantes en calidad de infraestructura y servicios públicos. Sus habitantes suelen tener marcadas necesidades y denotan un alto nivel de pobreza monetaria. En infraestructura física, suelen ser hogares ubicados en laderas, lomas o riveras, las calles no suelen estar pavimentadas y suelen tener techos en latón, además de tener fachadas de ladrillo descubierto o ser casas de madera. Al estar ubicados en zonas marginales, suelen ser de difícil acceso, lejanas al centro de la ciudad y no gozan de buen transporte público. El 15,9% de la población se ubica en este estrato.
2. Estrato 2: Bajo
  - Las características de los inmuebles clasificados en esta categoría suelen ser hogares que aunque sufren de niveles moderados de pobreza monetarias y ciertas necesidades, tienen una infraestructura básica o adecuada para garantizar una calidad de vida mínima. Estas suelen ser propiedades pequeñas, de un piso y poco espaciosas en interior, usualmente localizadas en barrios de interés social o de gran antigüedad ya en sectores más centrales y suelen gozar de servicios públicos básicos, acceso al transporte público y calles pavimentadas pero angostas en las que suelen no caber carros, por lo que es una población que tiende a movilizarse en motocicleta. Por sus características, los barrios categorizados como estrato 2 suelen ser los que más sufren problemas de inseguridad en las ciudades. El 28,9% de la población se ubica en este estrato.
3. Estrato 3: Medio-Bajo
  - Es el estrato más abundante en Colombia y el 34,4% de la población se ubica en este estrato. Sus hogares suelen consistir de casas pequeñas de dos pisos con infraestructura adecuada, algunas incluso localizadas en conjuntos residenciales altamente densos. Usualmente ven sus servicios básicos suplidos y consisten de familias de clase media con cierto grado de vulnerabilidad. Sus calles usualmente se encuentran pavimentadas y suelen tener cerca instituciones educativas públicas y centros comerciales tipo outlet. Debido a la naturaleza de los barrios clasificados en este estrato, que suelen ser barrios antiguos que han pasado por un proceso de gentrificación o que colindan con barrios estrato 1 y 2, suelen sufrir de niveles moderados de inseguridad en las calles, motivo por el cual los condominios han ganado popularidad en este estrato, aunque esto implique un mayor costo de vida.
4. Estrato 4: Medio
  - Los complejos habitacionales clasificados como estrato 4 suelen consistir en edificios individuales de apartamentos, conjuntos residenciales con casas tipo multifamiliar de dos o tres pisos y con espacios de recreación como parques y piscinas; o barrios tradicionales que gozan con calles pavimentadas, parques y con casas que cuentan con jardín delantero y rejas que las separan de la calle. Las familias que habitan estos inmuebles suelen consistir de profesionales que ganan salarios para gozar de un nivel de vida acomodado sin sufrir necesidades pero sin poder darse algún tipo de lujo en particular. Aunque suelen contar con servicios de seguridad privada, los barrios estrato 4 suelen sufrir problemas de seguridad menores debido a la alta concurrencia de los mismos. En estos barrios se pueden encontrar instituciones educativas privadas de nivel intermedio o muy tradicionales y plazoletas comerciales. El 11% de la población se ubica en este estrato.
5. Estrato 5: Medio-Alto
  - Los inmuebles ubicados en este estrato suelen consistir de conjuntos residenciales de edificios de gran altura o de casas espaciosas y de arquitectura compleja; o de barrios tradicionales con casas que cuentan con jardín delantero, piscina trasera y sótano. En estos sectores se encuentran colegios privados de alto nivel, plazoletas de restaurantes, parques con espacios como canchas de tenis y centros comerciales de renombre. Las familias que habitan este estrato suelen gozar con altos ingresos y tener varios vehículos (razón por la que los inmuebles suelen tener varios parqueaderos). El 7,1% de la población se ubica en este estrato.
6. Estrato 6: Alto
  - En este estrato suelen categorizarse condominios ubicados en zonas rurales con amplios espacios de esparcimiento y calles propias, edificios de apartamentos de lujo, barrios tradicionales con casas de gran tamaño encerradas detrás de muros altos y casas localizadas en espacios de reserva forestal, usualmente cerros donde se goza de vista panorámica. En este estrato se ubican las familias más acaudaladas y es el más escaso de todos pues sólo se encuentra en las ciudades capitales de la región Andina, Caribe y de la Orinoquía y un número reducido de municipios en algunos departamentos de la región Andina. El 2,7% de la población se ubica en este estrato.

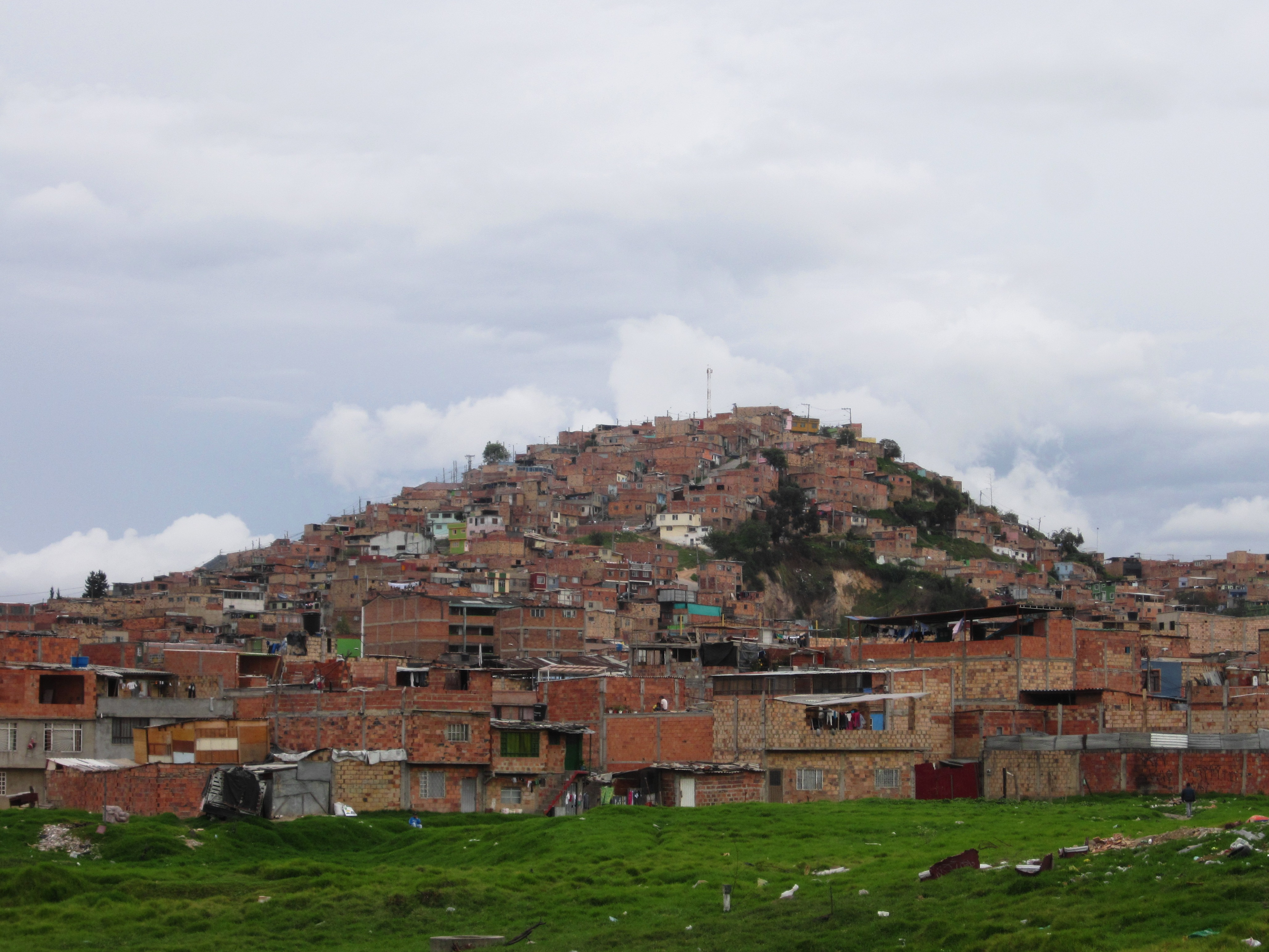
La localidad de Ciudad Bolívar, en Bogotá, se compone en su mayoría de hogares estrato 1.
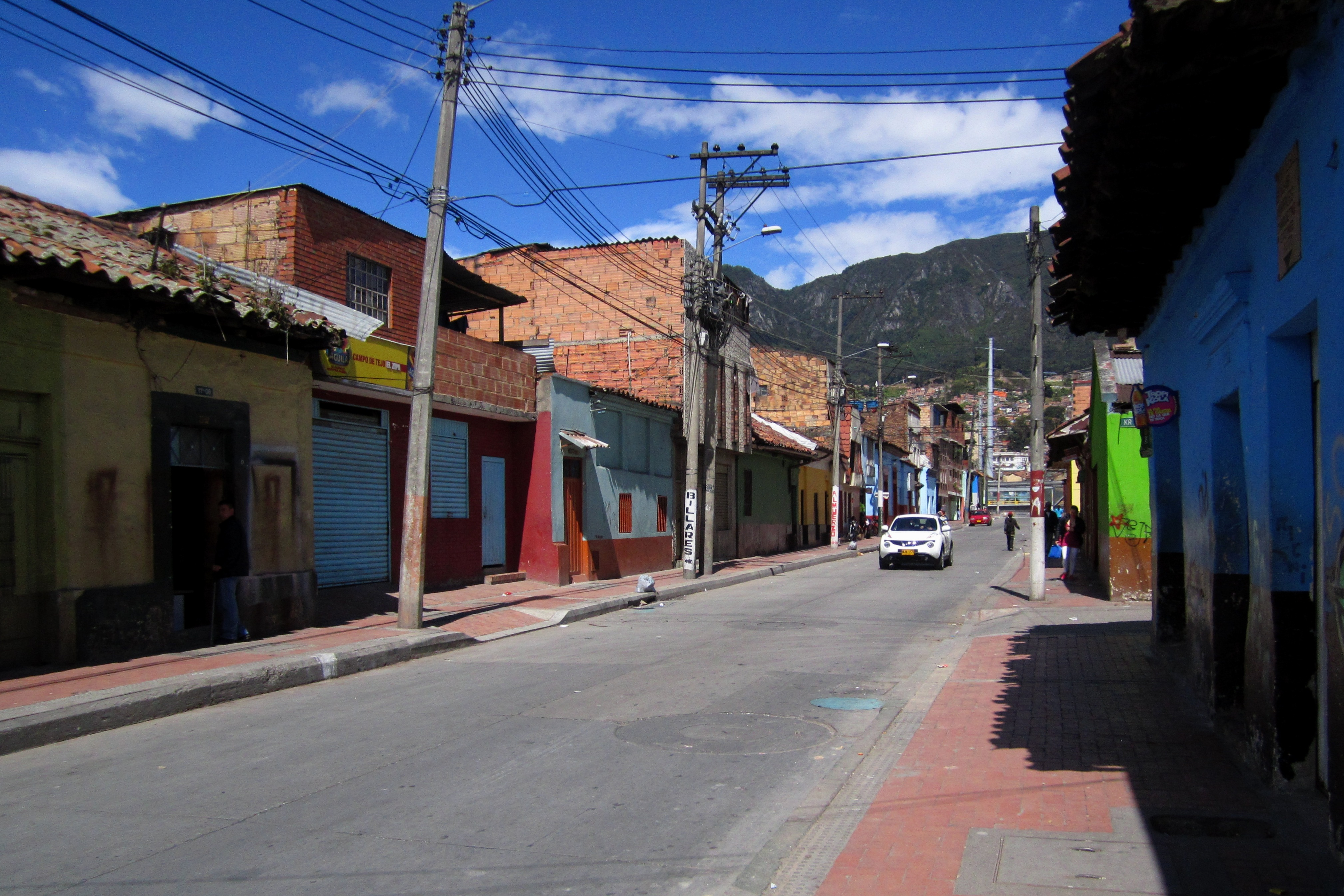
El barrio San Bernardo, ubicado al sur de la ciudad, es estrato 2.
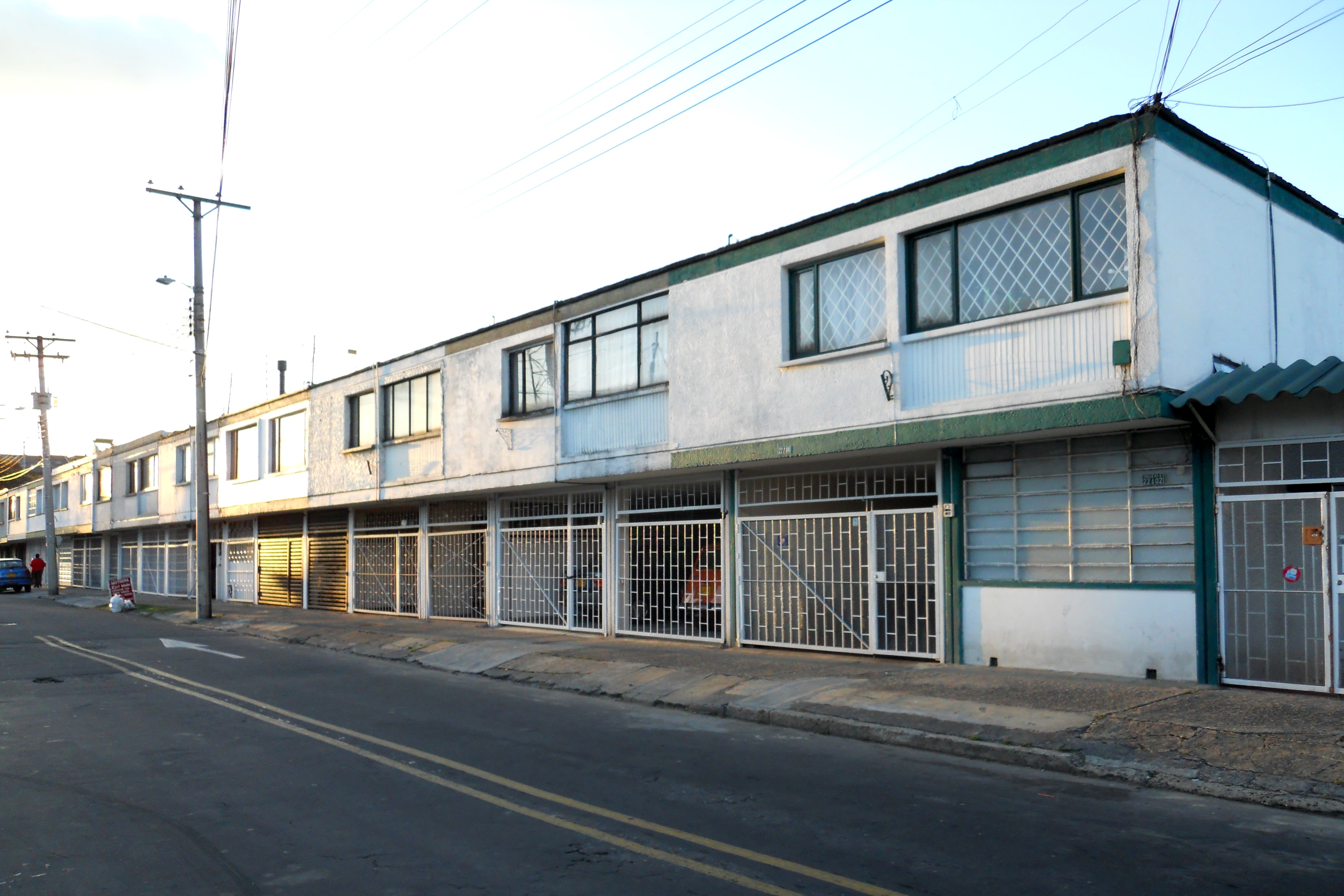
El barrio Polo, ubicado en la localidad de Barrios Unidos, es estrato 3.
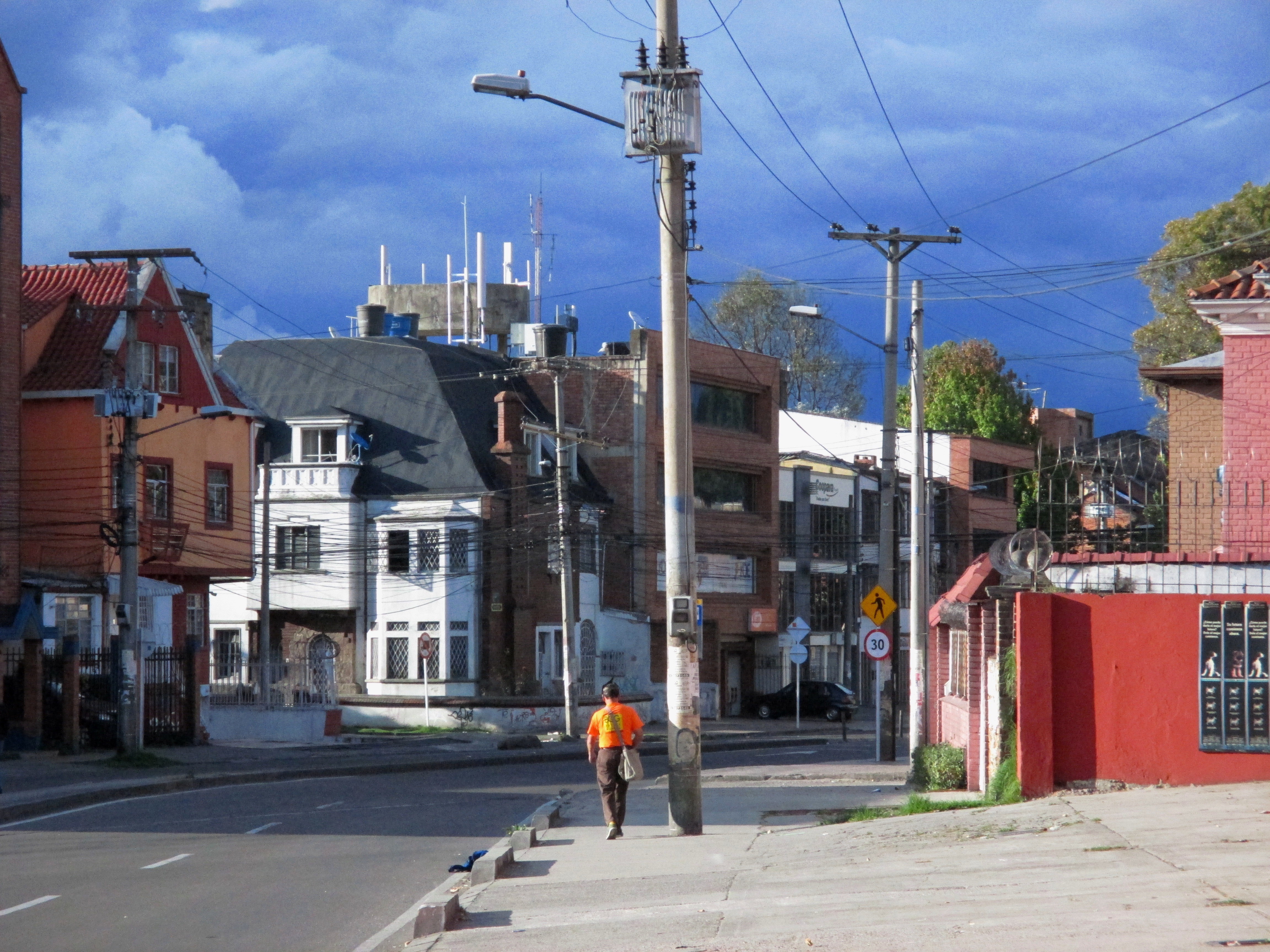
La localidad de Teusaquillo, ubicada en la zona central de Bogotá, es un ejemplo usual de un barrio estrato 4.
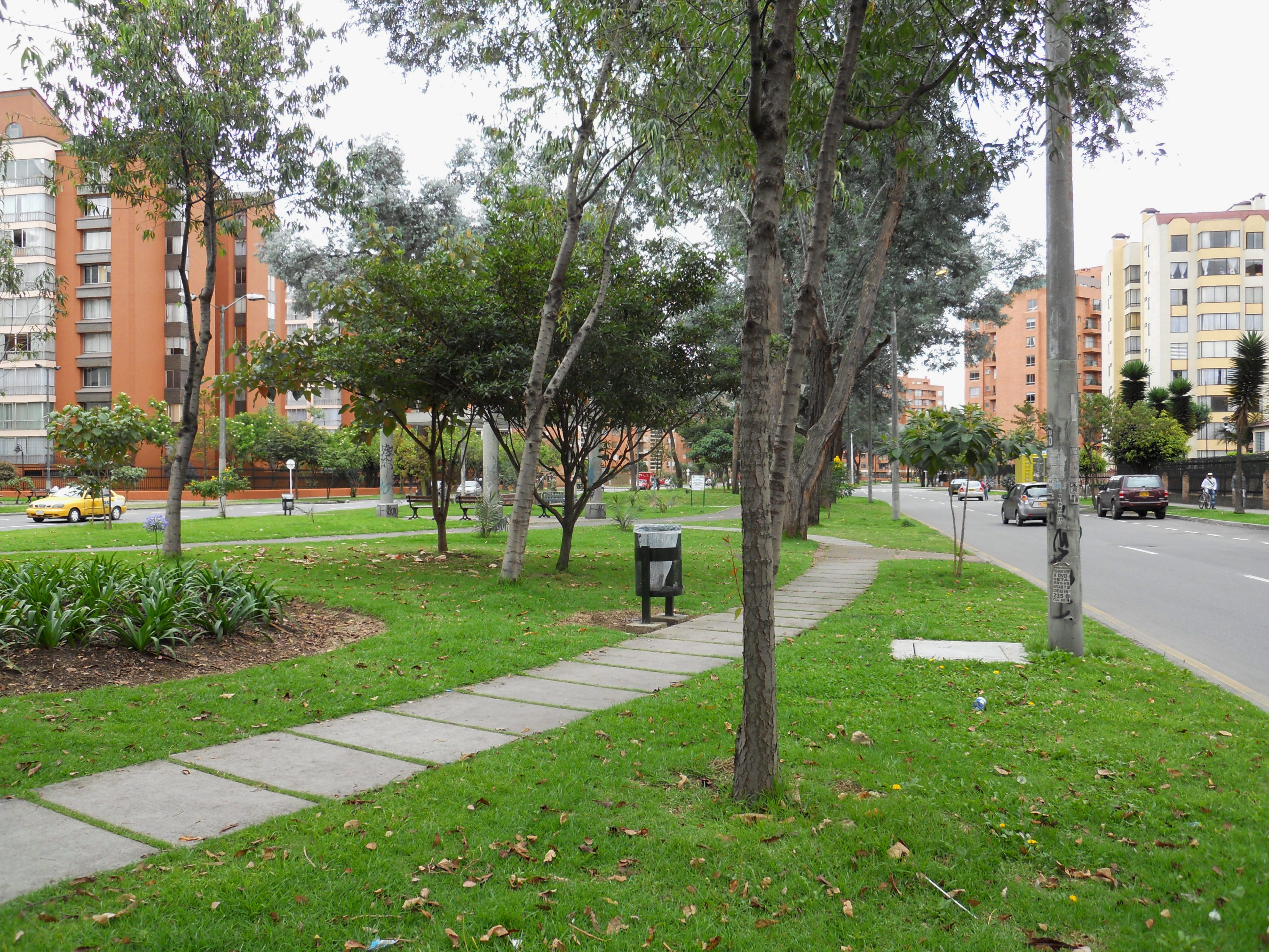
El barrio Ciudad Salitre, ubicado entre la localidad de Teusaquillo y Fontibón es ampliamente conocida por ser de estrato 5.
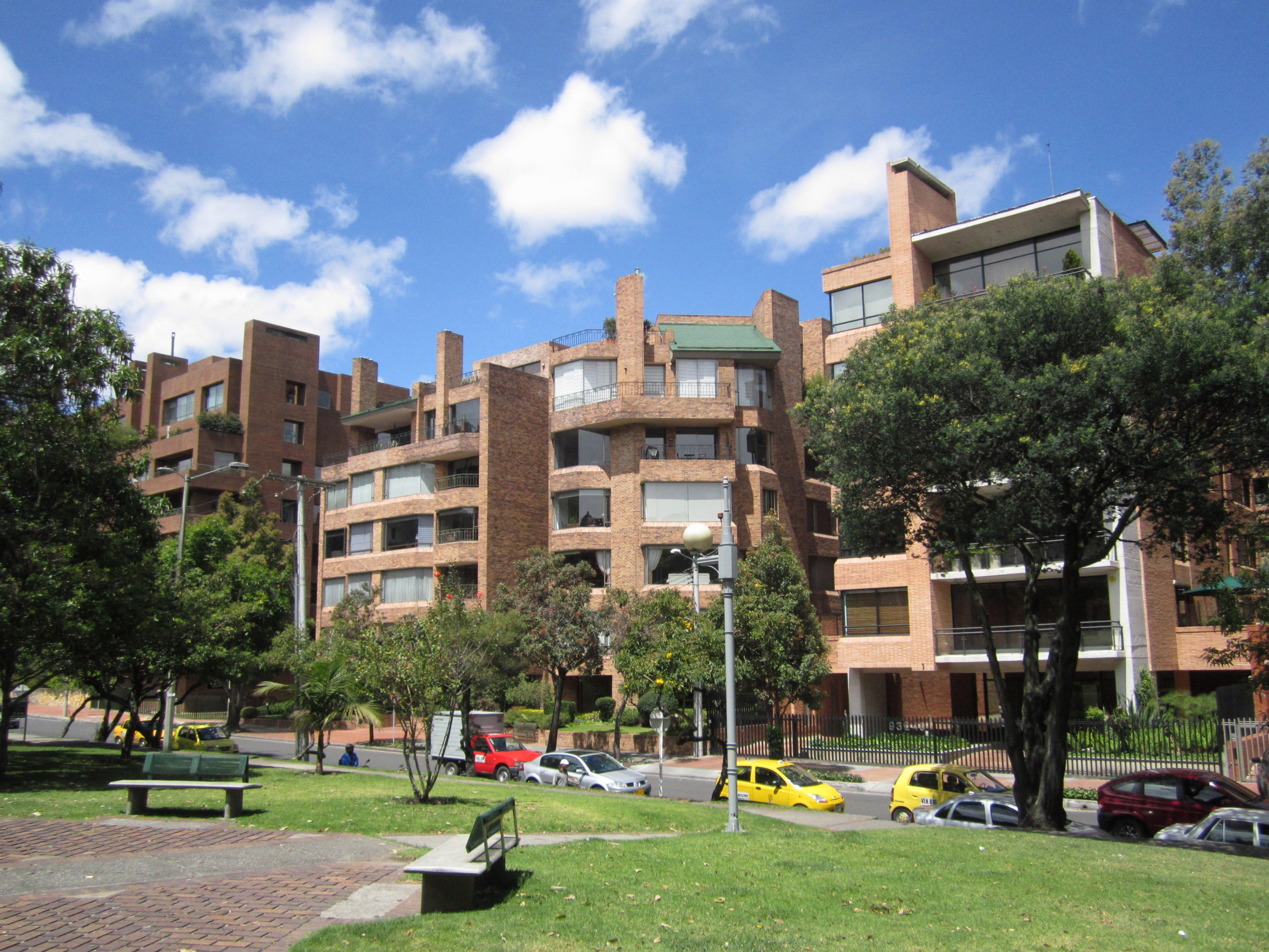
El barrio El Chicó, en la localidad de Chapinero, al norte de Bogotá, considerada uno de los sectores mas lujosos de la ciudad, es estrato 6.